# Triennale Młodych w Orońsku
Triennale Młodych – cykliczna wystawa prac najmłodszej sztuki polskiej, którą organizuje i dla której potrzeb udostępnia przestrzeń, Centrum Rzeźby Polskiej w Orońsku.

## Historia wystaw
Triennale Młodych jest to swego rodzaju prezentacja pokoleniowa pokazująca tendencje i strategie estetyczne przyjmowane przez najmłodszych artystów, nominowanych przez kuratorów reprezentujących różne ośrodki artystyczne. Triennale wywodzi się z cyklu spotkań młodych artystów i krytyków sztuki organizowanych w latach 90. W ich wyniku powstały wystawy:
- Miejsca, nie-miesca - (1992) w której udział wzięli w niej m.in.: Joanna Rajkowska, Zuzanna Janin, Jacek Markiewicz, Grzegorz Sztwiertnia, Sławomir Marzec, Przemysław Jasielski, Marek Rogulski, Marcin Berdyszak[1];
- Status-quo - (1996), na której zaprezentowali się m.in.: Marek Targoński, Sławomir Brzoska, Anna Baumgart, Katarzyna Górna, Jarosław Kozakiewicz[1]
- Model do składania - (2000), w której to wystawie wzięli udział m.in.: Dominik Lejman, Rafał Bujnowski, Oskar Dawicki, Elżbieta Jabłońska, Hubert Czerepok, Zbigniew Rogalski, Dorota Nieznalska[1].

Podsumowaniem tych przedsięwzięć była wystawa Sztuka III RP. Re-prezentacja faktów artystycznych Triennale Młodych (2003), na której zaprezentowano prace około 36 artystów, którzy brali udział w organizowanych przez Orońsko wystawach i seminariach młodej krytyki. Projekt powołał do życia prof. Jan Berdyszak.
- Bez tytułu™. IV edycja Triennale Młodych - (2004) kontynuująca wcześniejsze pokazy została zorganizowana w CRP Orońsko przez Kamila Kuskowskiego, który był kuratorem prezentacji. W wystawie wzięli udział m.in.: Aleksandra Ska, Maciej Kurak, Anna Orlikowska, Jan Simon, Piotr Wysocki[1][2].

Dodatkowo w Galerii Oranżeria w CRP Orońsko odbyła się wystawa artystów nominujących do udziału w Triennale, tzw. liderów.
- V edycja Triennale Młodych (2008) - uczestnikami byli m.in. Tomasz Bajer, Wojciech Bąkowski, Olaf Brzeski, Wojtek Doroszuk, Przemysław Matecki, Laura Pawela, Aleksandra Polisiewicz, Karol Radziszewski, Andrzej Wasilewski, Zorka Wollny. Kuratorem wystawy był Kamil Kuskowski[3].

- VI edycja Triennale Młodych (2011)[4][5]

- VII edycja Triennale Młodych w Orońsku (2014)[6][7]